# زاريتشني (بورياتيا)
زاريتشنيي (بالروسية: Заречный) هي مدينة في جمهورية بورياتيا في روسيا. يبلغ عدد سكانها حوالي 10864 نسمة.